# Пъстър пор
Пъстрият пор, известен още като европейски пъстър пор и сарматски пор (Vormela peregusna), е рядък хищник, който се среща в Югоизточна Европа и Азия, включително и на територията на България, като ареалът му бързо се смалява. Единствен представител на род Пъстри порове (Vormela).

## Общи сведения
Дължината на тялото е 28-38 см, а теглото му е 0,7 кг. Опашката е дълга 12-20 см и има тъмнокафяв край. Има черно-кафяв корем, а муцуната му е светла и покрита с тъмни петна. По гърба има черно-кафяви и жъленикаво-бели петна. Очите на пъстрия пор са по-големи от тези на другите порове.

## Разпространение
Среща се на териториите на България, Гърция, Румъния, Сърбия, Черна гора, Турция, Пакистан, Украйна, Монголия, Северен Китай, Афганистан, Казахстан и Русия. Живее на открит и сух терен.
По принцип обитава степи, полупустини и пустини. Обикновено живее на укрепени и равни пясъчни райони.

## Начин на живот и хранене
Пъстрият пор е нощно животно. Храни се с гризачи (полевки, суяци, пики и др.), птици и яйца. Живее поединично. Пъстрият пор е активен главно през нощта.

## Размножаване
В България непроучено. Според чужди източници разгонването започва на някои места в началото на февруари, а в други (Северен Кавказ) – през май. Бременността продължава повече от пет месеца, а броя на малките в котилото е от четири до осем.

## Допълнителни сведения
От 1988 г. природозащитният му статут в Червената книга е „уязвим“.

### Снимки
- Снимки на пъстър пор от България.
- Рисунка на пъстър пор